# Лобанцев, Мирослав Александрович
Миросла́в Алекса́ндрович Лоба́нцев (род. 27 мая 1995, Москва) — российский футболист, вратарь казахстанского клуба «Кызыл-Жар».

## Карьера

### Клубная
Родился в Москве, где и начал заниматься футболом в школе «Спартака». В 2004 году перешёл в школу «Локомотива». В августе 2011 года был заявлен для участия в чемпионате России. В составе молодёжной команды дебютировал 20 августа, в матче с «Краснодаром», в котором вышел на замену на 87 минуте игры.
Прогресс футболиста был замечен главным тренером «Локомотива» Славеном Биличем, который взял игрока на летний сбор в Словению. На сборе голкипер принял участие во всех четырёх товарищеских матчах и не пропустил ни одного мяча. 13 июля Билич заявил, что Мирослав впечатлил его на сборе. Он также отметил, что если Гильерме не успеет восстановиться от травмы до матча первого тура премьер-лиги с «Мордовией», то, скорее всего, место в воротах команды займет именно Лобанцев. 20 июля Лобанцев появился в стартовом составе «Локомотива», дебютировав за первую команду в официальных матчах. Во встрече он пропустил два мяча, но команда победила 3:2.
5 октября 2013 года подписал новый контракт с клубом, рассчитанный до лета 2016 года.
16 июля 2015 года перешёл на правах аренды в самарские «Крылья Советов» до конца сезона 2015/2016, сыграл по одному матчу в Кубке и чемпионате. Вернувшись в «Локомотив», в молодёжном первенстве за два сезона провёл 45 матчей. В январе 2018 тренировался с «Кубанью». В июне 2018 прибыл на сбор клуба ФНЛ «Ротор» Волгоград и в начале июля подписал контракт. В начале декабря 2019 Лобанцеву в числе нескольких игроков было предложено расторгнуть контракт, и 26 февраля 2020 он перешёл в казахстанский «Кызыл-Жар СК».

### В сборной
С 2011 года выступал за юношескую сборную России (до 17 лет). 24 мая 2013 года получил вызов в первую сборную России. На матчи сборной России со Швецией (9 октября) и с Молдавией (12 октября) был включен в расширенный список. В окончательный список не попал.

## Достижения
«Локомотив» (Москва)
- Победитель молодёжного первенства России: 2011
- Обладатель Кубка России: 2014/2015, 2016/2017